# Stipa stipoides
Stipa stipoides är en gräsart som först beskrevs av Joseph Dalton Hooker, och fick sitt nu gällande namn av Jan Frederik Veldkamp. Stipa stipoides ingår i släktet fjädergrässläktet, och familjen gräs. Inga underarter finns listade i Catalogue of Life.